# Roche de la Muzelle
La roche de la Muzelle est un sommet du massif des Écrins qui culmine à 3 465 mètres d'altitude.

## Géographie

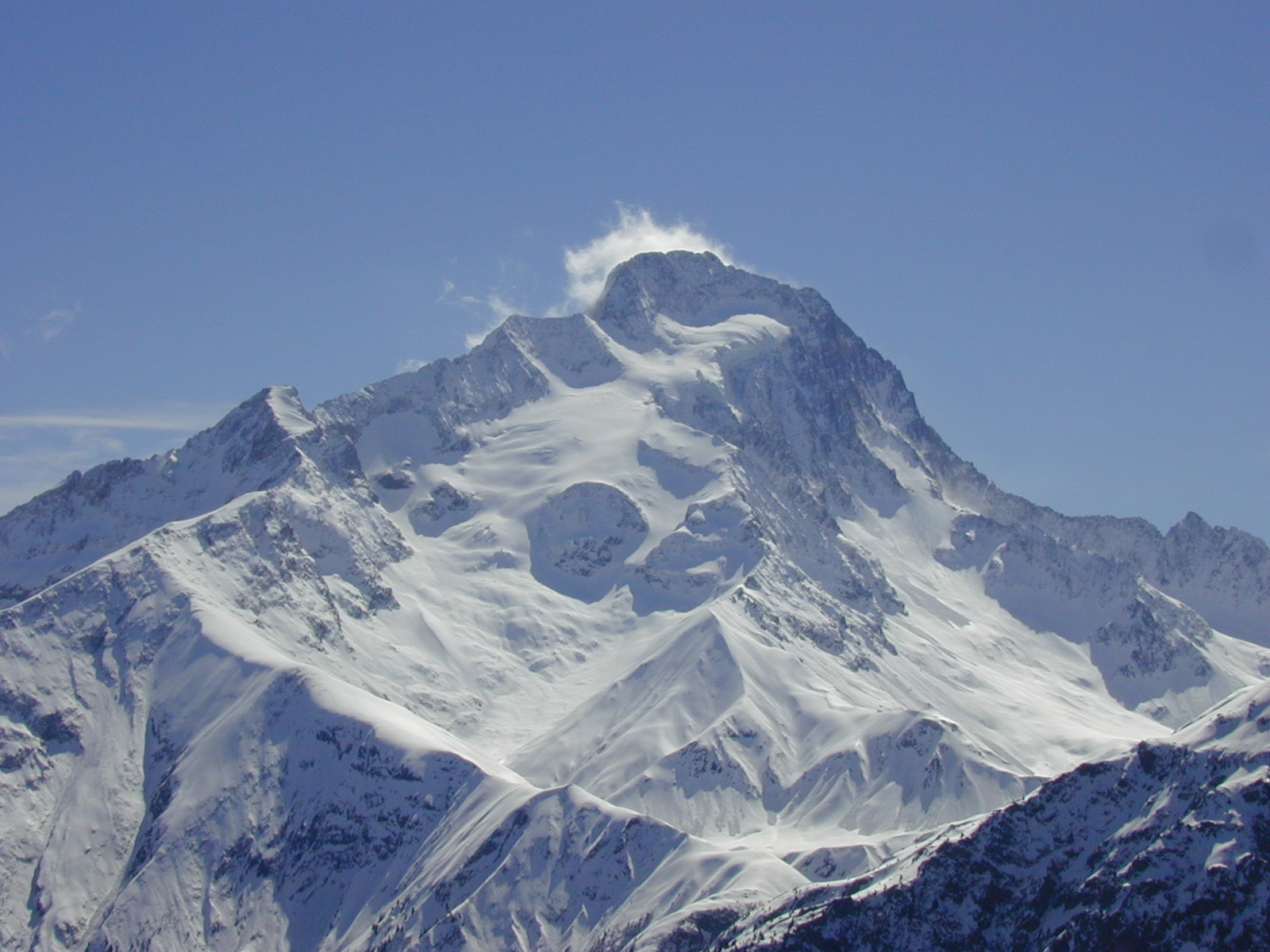
Vue hivernale de l'ubac de la roche de la Muzelle depuis les Deux Alpes ; l'ombre discoïdale au centre de l'image correspond à l'Œil de la Muzelle.

La roche de la Muzelle se trouve dans la partie occidentale du massif des Écrins. En bordure du massif, elle est visible de loin, constituant ainsi un point de repère important à l'entrée de l'Oisans.
Le sommet se caractérise, au nord, par sa forme pyramidale et son « œil », un jeu d'ombre créé par le soleil sur un aplomb rocheux en hiver, deux demi-cercles rocheux verticaux en été. Il abrite un glacier sur sa face nord-ouest, au-dessus de l'Œil de la Muzelle.
La roche de la Muzelle domine trois vallons  :
- au nord-ouest, le vallon de la Muzelle, qui comprend le lac de la Muzelle, et descend jusqu'à Bourg d'Arud (commune de Vénosc) ;
- à l'est, le vallon de Lanchâtra ;
- au sud-ouest, le vallon de Valsenestre (hameau de la commune de Valjouffrey).

Ce sommet a donné son nom à l'avenue de la Muzelle, principale voie de la station des Deux Alpes, toute proche. De cette avenue, au sud, la vue sur la roche de la Muzelle, sa forme et son œil, est très spectaculaire.

## Ascension
Les trois voies les plus fréquentées, sur le versant nord-ouest, sont :
- l'arête nord-est ou voie normale, cotée PD, ouverte le 2 juillet 1875 par William Auguste Coolidge, Christian Almer et Ulrich Almer ;
- le Grand couloir nord-ouest, coté AD, parcouru pour la première fois le 27 septembre 1969 par Éric Durdan et Stéphane Moreau ;
- le Grand couloir central ou couloir Durdan, coté D, ouvert par Éric et Yves Durdan le 26 juin 1973.